# Enobosarm
Enobosarm, také známý jako ostarine nebo MK-2866, je výzkumný selektivní modulátor androgenního receptoru (SARM) vyvinutý společností GTx, Inc. pro léčbu stavů, jako je chřadnutí svalů a osteoporóza, dříve vyvíjený společností Merck & Company .